# Hans Bettembourg
Hans Bettembourg (né le 28 mars 1944 à Neuruppin) est un haltérophile suédois.

## Palmarès

### Jeux olympiques
- Munich 1972
  -  Médaille de bronze en moins de 90 kg.

### Championnats du monde
- Munich 1972
  -  Médaille de bronze[1].